# Darwin Ramos
Darwin Ramos, né le 17 décembre 1994 à Pasay City (Philippines) et mort à Quezon City (Philippines) le 23 septembre 2012 à l'âge de 17 ans, est serviteur de Dieu. Cet enfant des rues de Manille, atteint d’une myopathie de Duchenne, a découvert la foi catholique à l'âge de 11 ans, est devenu un "maître de Joie" et sa réputation de sainteté ne cesse de croître depuis sa mort.
L'ouverture d'une cause de béatification et canonisation a été demandée en 2018 par la Darwin Ramos Association à Mgr Honesto Ongtioco (en), évêque du diocèse de Cubao (en) aux Philippines (Église catholique). La cause a été ouverte officiellement le 28 août 2019 à la Cathédrale de l'Immaculée Conception de Cubao.
Darwin Ramos pourrait devenir le premier saint non martyr des Philippines.

## Biographie

### Vie en famille et dans la rue
Darwin Ramos naît le 17 décembre 1994 au Doña Marta Maternity Hospital, à Pasay City, dans le sud de Manille (Philippines). Il passe les premières années de sa vie avec sa famille dans un bidonville de Pasay City. Darwin est le deuxième enfant d’une famille très pauvre qui en compte neuf. Sa mère fait des lessives pour nourrir toute la famille, mais son père sombre dans l’alcool. Afin d’aider sa famille, Darwin Ramos commence à trier les déchets, avec sa petite sœur Marimar qui a 2 ans de moins que lui. Les journées consistent à fouiller les poubelles pour récupérer les petits bouts de plastique afin de les revendre pour quelques pesos. L'urgence étant de se nourrir ; aller à l'école est impossible.
Les premiers symptômes de ce qui sera diagnostiqué plus tard comme une myopathie de Duchenne apparaissent. Cela commence par une faiblesse musculaire au niveau des jambes : sa mère observe que Darwin chute de plus en plus souvent. Progressivement, il ne peut plus se tenir debout et ses forces diminuent.
L'immense pauvreté contraint la famille à quitter le bidonville pour vivre sur les trottoirs. Le père profite de la maladie de Darwin et, sans scrupule, il le dépose tous les matins à la station de métro Libertad pour mendier en apitoyant les passants. Malgré la terrible honte ressentie, Darwin gagne de l'argent, mais son père en récupère une grosse partie pour acheter de l'alcool. Darwin ne dit rien tant qu'une partie suffisante est utilisée pour nourrir ses frères et sœurs.
En 2006, une équipe d’éducateurs de rue de Tulay ng Kabataan Foundation (« un pont pour les enfants » en Tagalog, association qui accueille les enfants des rues de Manille) rencontre Darwin Ramos à la station de métro Libertad. L'enfant, qui ne peut plus se tenir debout mais peut encore utiliser ses mains et se tenir assis sans aide, accepte d'aller vivre à la fondation.

### Vie à Tulay ng Kabataan Foundation
À Tulay ng Kabataan Foundation, Darwin Ramos vit dans une maison avec des garçons et des filles en situation de handicap. Il y découvre la foi catholique. Le 23 décembre 2006, il est baptisé au Sanctuaire Notre-Dame d'EDSA (appelé couramment par les Philippins Sanctuaire Notre-Dame-Reine-de-la-Paix de Quezon (en) et construit sur les lieux de la révolution philippine de 1986). Un an après, il reçoit la première communion et la confirmation des mains de Mgr Broderick Pabillo (en), évêque auxiliaire de l'archidiocèse de Manille.
Darwin subit des crises de détresse respiratoire de plus en plus nombreuses qui nécessitent plusieurs hospitalisations. Les staffs de la fondation et les autres enfants sont édifiés par la façon dont Darwin vit malgré sa maladie. Il répète constamment « Merci » et « Je t’aime. » Il ne se plaint jamais et sourit en permanence même dans les moments difficiles. Il est attentif à chacun et apporte son soutien aux autres enfants de la fondation quand ils vivent des épreuves ou des coups durs. Quand il parle de sa maladie, il n'évoque jamais sa myopathie mais de ce qu’il appelle sa mission : « Il ne parlait pas de sa maladie mais de la mission que le Christ lui avait donnée. Il a passé sa vie à dire merci et je t'aime ». Il prend l’habitude d’offrir ses souffrances. Un jour, il dit au prêtre de la fondation : « Vous savez, mon père, je crois que Jésus veut que je tienne jusqu’au bout, comme lui ». Darwin développe une relation personnelle et une profonde intimité avec le Christ. Pas un jour ne passe sans que le jeune garçon ne prenne du temps pour prier et se confier à Jésus. Un aide-soignant de la fondation témoigne : « Un jour, alors que Darwin était fiévreux, il a insisté pour être sorti de son lit et rejoindre les enfants de la maison pour la prière du soir. C’était Jésus avant tout ».

### La dernière semaine
Le dimanche 16 septembre 2012, Darwin Ramos a de plus en plus de difficultés pour respirer. L’infirmier de la fondation décide de le conduire aux urgences de l’hôpital PCMC (Centre médical pour enfants des Philippines (en) à Quezon City). Quand le prêtre de Tulay ng Kabataan Foundation arrive à ses côtés, Darwin Ramos d’abord s’excuse de lui créer des soucis. Cherchant son souffle, il ajoute péniblement : « Mon père, un immense merci pour tout ». Commence alors « la Semaine sainte de Darwin Ramos » à l'instar de la Passion :
Le lundi, il est intubé. Il n’est plus capable de parler, mais il est encore possible de lire sur ses lèvres pour le comprendre. Il peut aussi écrire sur un petit cahier. Le jeudi, Darwin Ramos fait l’expérience d’un combat spirituel ; son Jeudi saint :
- Darwin Ramos : « Il faut prier. »
- Prêtre : « Entendu Darwin, mais pourquoi ressens-tu le besoin de prier ? ».
- Darwin : « Parce que je me bats ».
- Prêtre : « Tu te bats contre la maladie ? ».
- Darwin  : « Je me bats contre le démon[12] ».

Il reçoit alors l’onction des malades.
Le vendredi, Darwin Ramos semble en paix et montre un large sourire. Il écrit ses deux dernières phrases sur un cahier : « Un immense merci » et « Je suis très heureux », comme le signe d’une bataille gagnée. Darwin, intimement uni avec le Seigneur dans ses souffrances, partage déjà cette joie de la victoire.
Le samedi, il entre dans un grand silence mais garde toute sa conscience. Il meurt le dimanche 23 septembre 2012 au lever du soleil, à l’hôpital PCMC (Centre médical pour enfants des Philippines (en) à Quezon City). La messe de funérailles est célébrée dans une église comble, en présence de tous les enfants de Tulay ng Kabataan Foundation. Darwin est enterré dans le cimetière de Pasay City.

## Procès de béatification et canonisation
Plusieurs témoignages écrits lancent d'abord la renommée de Darwin Ramos : en mars 2015, l'abbé Matthieu Dauchez, directeur de Tulay ng Kabataan Foundation, écrit un livre : Plus Fort que les Ténèbres ; en 2016, le père Daniel-Ange de Maupeou d'Ableiges fait également référence au jeune Darwin dans Prophètes de la Beauté.
Aux Philippines, le souvenir de la vie de Darwin Ramos reste présent dans l'esprit de beaucoup, notamment au sein de Tulay ng Kabataan Foundation. Des personnes continuent de se recueillir sur sa tombe à Pasay City.
Face à cette réputation de sainteté toujours croissante, une association est créée (Darwin Ramos Association). Elle nomme le 14 mars 2018 le père Thomas de Gabory, o.p., comme postulateur (français). Mgr Honesto Ongtioco (en), évêque de Cubao (Philippines), confirme cette nomination par décret du 25 mai 2018. Le postulateur adresse officiellement la demande (Supplex Libellus) d'ouverture de la cause de béatification et canonisation de Darwin Ramos le 20 juin 2018. La lettre d'acceptance du Supplex Libellus est signée le 7 novembre 2018. Un vice-postulateur est alors nommé, le père Robert T. Young, JCD (philippin et canoniste).
La cause a été ouverte publiquement par Mgr Honesto Ongtioco (en) en la cathédrale de l'Immaculée Conception de Cubao le 28 août 2019. Un tribunal ecclésiastique a été nommé afin de procéder à l'audition des témoins. Avant cela, le Nihil obstat du Dicastère pour les causes des Saints à Rome avait été signé par le cardinal Angelo Becciu, préfet de cette congrégation, le 29 mars 2019. D'autre part, une consultation du peuple des fidèles avait été organisée par la publication de l'édit (pendant deux mois). Il est encore prévu une consultation de l'ensemble des évêques des Philippines.

## Prière de béatification
La prière de béatification a reçu l'Imprimatur de Mgr Honesto Ongtioco (en), évêque de Cubao (Philippines), le 22 novembre 2018 : « Ô Dieu de toute Joie, Père, Fils et Saint Esprit, Tu ne laisses jamais seuls ceux qui sont dans l’épreuve. Nous Te rendons grâce de nous avoir donné, en Darwin Ramos, enfant de la rue, un modèle lumineux de vie chrétienne. Dans sa brève existence, Tu lui as donné la grâce d’une foi simple et inébranlable, d’une espérance joyeuse dans la maladie, d’une charité constante pour le prochain. Nous Te demandons la glorification sur terre de ton serviteur Darwin, afin que les jeunes et les malades puissent trouver en lui un maître de Joie. Par son intercession, exauce notre prière (la formuler ici…). Nous Te le demandons par Jésus, le Christ, notre Seigneur. Amen ».

## Roman
La vie de Darwin Ramos inspire l'un des personnages d'un roman intitulé Le goût des myrtilles. L'auteur est le père Jean-François Thomas, s. j., ancien directeur de Tulay ng Kabataan Foundation. Dans ce roman, l'alter ego de Darwin Ramos apparaît comme un orphelin adopté par une famille française, ce qui n'est pas le cas dans la réalité.